# Nord Stream
Nord Stream (kết hợp hai từ Nord – "phương Bắc" trong tiếng Đức và Stream – "dòng/luồng chảy" trong tiếng Anh, tạm dịch: "Dòng chảy phương Bắc" hoặc "Bắc Hải lưu") là một dự án đường ống dẫn khí thiên nhiên xa bờ từ Vyborg, Nga đến Greifswald, Đức do công ty Nord Stream AG thực hiện. Tên gọi này còn mang ý nghĩa rộng hơn bao gồm cả các đường ống cung cấp khí trên cạn ở Nga và xa hơn nữa là nối liền hệ thống này với tây Âu. Tên cũ của Dự án này là North Transgas và đường ống dẫn khí bắc Âu; hay đường ống dẫn khí Nga-Đức, đường ống dẫn khí biển Baltic (Северный поток/Severnyy potok/ Nordeuropäische Gasleitung). Dự án do Nga và Đức hợp tác này đã gặp nhiều phản đối liên quan đến các vấn đề môi trường, chính trị và an ninh quốc gia ở một số nước như Thụy Điển, Phần Lan và các quốc gia vùng Baltic mà đường ống sẽ đi qua. Hai ống Nord Stream 1 được khánh thành vào tháng 11 năm 2011 và chạy từ Vyborg đến Lubmin gần Greifswald. Hai ống nữa đang được xây dựng với tên Nord Stream 2
Theo Gazprom, cả hai đường ống Nord Stream 1 cộng lại và hai đường ống Nord Stream 2 mỗi dự án có công suất vận chuyển khoảng 55 tỷ Nm³ mỗi năm tương ứng với khoảng 550 TWh / a = 63 GW Giá trị nhiệt lượng. Nord Stream 1 do Nord Stream AG sở hữu và điều hành, AG có cổ phần được nắm giữ bởi Gazprom (51%), Wintershall, E.ON, Gasunie và Engie. Nord Stream 2 thuộc sở hữu của Nord Stream 2 AG, được sở hữu hoàn toàn bởi tập đoàn Gazprom của Nga. Hiện nay, dự án Nord Stream 2 đang chuẩn bị vào giai đoạn hoàn thành nhưng đã bị Mỹ và nhiều nước Đông Âu, đặc biệt là Ucraina phản đối kịch liệt vì lo ngại rằng Nga có thể sử dụng Dự án này như là một quân bài chính trị đối với châu Âu.

## Các tuyến

### Đường ống trên đất liền phía Nga
Việc xây dựng đường ống trên đất liền phía Nga đã bắt đầu ngày 9 tháng 12 năm 2005 thuộc thị trấn Babayevo ở tỉnh Vologda, và dự kiến sẽ hoàn thành vào năm 2010. Đường ống này do Gazprom thiết kế, xây dựng và vận hành. Nó sẽ là một phần trong mạng lưới vận chuyển khí kết hợp của Nga nối với mạng lưới hiện hữu ở Gryazovets với trạm nén khí đặt tại Vyborg. Chiều dài đường ống này là 917 km với đường kính 1.420 mm, và áp suất làm việc 100 atm (10 MPa) được bảo đảm bằng sáu trạm nén khí. Đường ống Gryazovets-Vyborg song song với nhánh Northern Lights pipeline cũng sẽ cung cấp khí cho vùng tây bắc của Nga (Saint Petersburg và tỉnh Leningrad). Theo công ty khí thiên nhiên Gasum, một nhánh đường ống ở Karelia sẽ nối với phần đường ống trên đất liền ở Phần Lan.

### Đường ống trên biển Baltic
Đường ống Nord Stream trên biển sẽ được lắp đặt và vận hành bởi Nord Stream AG, một công ty liên doanh với Gazprom (51% cổ phần), BASF và E.ON (20% mỗi công ty), và N.V. Nederlandse Gasunie (9%). Đường ống chạy từ trạm nén khí Vyborg ở vịnh Portovaya Bay chạy dọc theo đáy của biển Baltic đến Greifswald ở Đức. Chiều dài đoạn dưới biển sẽ là 1.222 km, trong đó 1,5 km trên đất liền của Nga, 121,8 km thuộc lãnh hải của Nga, 1,4 km trong vùng đặc quyền kinh tế của Nga, 375,3 km thuộc vùng đặc quyền kinh tế của Phần Lan, 506,4 km trong vùng kinh tế của Thụy Điển, 87,7 km thuộc lãnh hải của Đan Mạch, 49,4 km thuộc vùng đặc quyền kinh tế của Đan Mạch, 31,2 km thuộc vùng đặc quyền kinh tế của Đức, 49,9 km thuộc lãnh hải của Đức và 0,5 km trên đất liền của Đức. Đoạn đường ống này sẽ có hai nhánh song song nhau với công suất mỗi ống là 27,5 tỷ mét khối khí thiên nhiên/năm. Các đường ống có đường kính 1.220 mm, bề dài thành ống 38 mm và áp suất làm việc 220 bar (22 MPa). Đường ống thứ nhất sẽ được xây dựng trong giai đoạn 2010-2011 và đường ống thứ 2 sẽ hoàn tất trong năm 2011-2012. Dự kiến khí đốt sẽ bắt đầu được cung cấp vào cuối năm 2011.

### Đường ống phía tây Âu
Dự án đường ống khu vực tây Âu bao gồm hai đường ống truyền tải ở Đức. Đường ống phía nam (OPAL pipeline) sẽ chạy từ Greifswald đến Olbernhau gần biên giới Đức -Czech. Nó sẽ nối Nord Stream với các đường ống truyền dẫn JAGAL (nối với Yamal-Europe pipeline), và STEGAL (nối với tuyến vận chuyển khí của Nga qua Czech và cộng hòa Slovakia). Đường ống phía tây (NEL pipeline) sẽ chạy từ Greifswald đến Achim, ở đây nó sẽ được kết nối với đường ống dẫn khí Rehden-Hamburg.